# Bagueachi
Bagueachi är en ort i Mexiko.   Den ligger i kommunen Balleza och delstaten Chihuahua, i den nordvästra delen av landet, 1 100 km nordväst om huvudstaden Mexico City. Bagueachi ligger 2 291 meter över havet och antalet invånare är 139.
Terrängen runt Bagueachi är huvudsakligen kuperad, men den allra närmaste omgivningen är platt. Runt Bagueachi är det mycket glesbefolkat, med 3 invånare per kvadratkilometer. Närmaste större samhälle är Pichique, 9,0 km söder om Bagueachi. Omgivningarna runt Bagueachi är i huvudsak ett öppet busklandskap.